# 笑い飯presents ひとりで60分
『笑い飯presents ひとりで60分』（わらいめしプレゼンツ ひとりで60ぷん）は、読売テレビで放送されているバラエティ特別番組。

## 概要
誰もいない部屋に入った挑戦者が60分間ボケ続ける様子を、笑い飯らが別室でモニタリングする番組。笑い飯は「笑」「滑」という2種類のボタンを手にしており、挑戦者の獲得賞金は「笑」を押す度にプラス100円、「滑」を押す度にマイナス100円となる。

## 出演者
- 笑い飯（哲夫、西田幸治） - マスター

## 放送日程
| 回 | 放送日時                              | 挑戦者                         | その他の出演者                                                             | 出典  |
| -- | ------------------------------------- | ------------------------------ | -------------------------------------------------------------------------- | ----- |
| 1  | 2020年6月16日（15日深夜） 0:54 - 1:59 | トキ（藤崎マーケット）         | 田崎佑一（藤崎マーケット）                                                 | [ 3 ] |
| 2  | 2021年3月9日（8日深夜） 1:04 - 2:09   | 川原克己（天竺鼠）             | 瀬下豊（天竺鼠） トキ（藤崎マーケット）                                    | [ 4 ] |
| 3  | 2022年2月22日（21日深夜） 0:59 - 2:08 | 河井ゆずる（アインシュタイン） | トキ（藤崎マーケット） 川原克己（天竺鼠）                                  | [ 1 ] |
| 4  | 2023年2月14日（13日深夜） 0:59 - 2:09 | 堂前透（ロングコートダディ）   | 川原克己（天竺鼠） 河井ゆずる（アインシュタイン） 兎（ロングコートダディ） | [ 2 ] |
| 5  | 2024年3月12日（11日深夜） 1:00 - 2:12 | 水田信二（和牛）               | トキ（藤崎マーケット） 川原克己（天竺鼠）                                  | [ 5 ] |